# Bordj Bou Arreridj
Bordj Bou Arreridj (tiếng Ả Rập: برج بو عريريج) là một thành phố thủ phủ của tỉnh Bordj Bou Arréridj của Algérie. Thành phố có tổng diện tích km², trong đó diện tích đất là km², dân số theo ước tính năm 2005 là 167.230 người. Đây là thành phố lớn thứ 18 Algérie.
Thành phố có cự ly nằm 148 dặm bằng đường bộ về phía đông Algiers, gần khối núi Hodnar ở vùng núi phía nam của Kabylia, ở độ cao 916 mét.
Nền kinh tế là chủ yếu dựa trên nông nghiệp và lâm nghiệp, với một số ngành công nghiệp quy mô nhỏ. Bordj Bou Arréridj được kết nối với các trung tâm đô thị khác bằng đường bộ và đường sắt. Các thành phố của Setif và Bouira 70 km về phía đông và 115 km về phía tây bắc, tương ứng. CA Bordj Bou Arreridj là một Cấp 1 Algeria bóng đá chuyên nghiệp câu lạc bộ trong thành phố, căn cứ của nó nhà là ngày 20 tháng 8 năm 1955 sân vận động trong Mohamed Belouizdad.